# Узункол

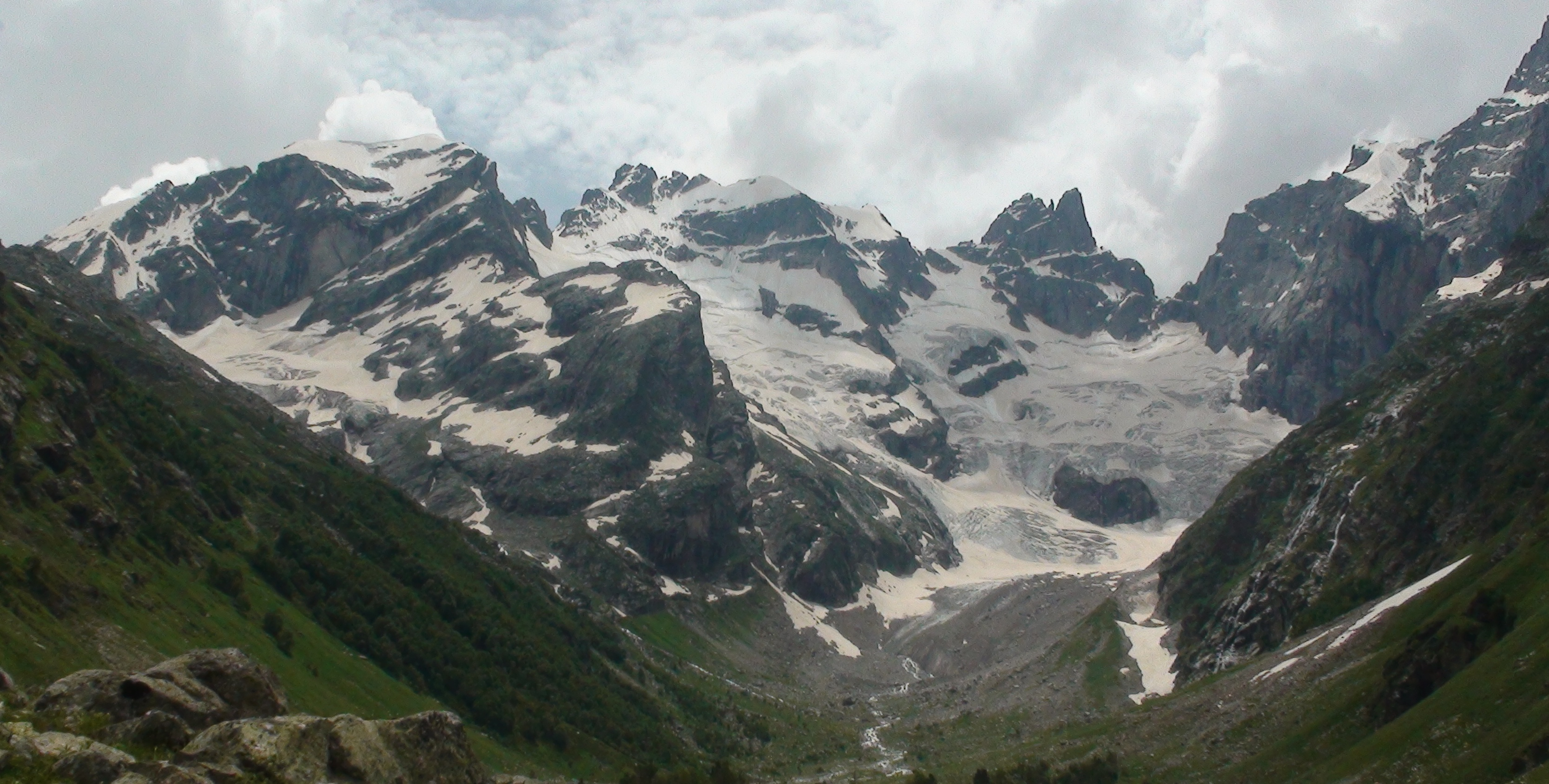
Вид на Главный Кавказский хребет из долины Кичкенекол.

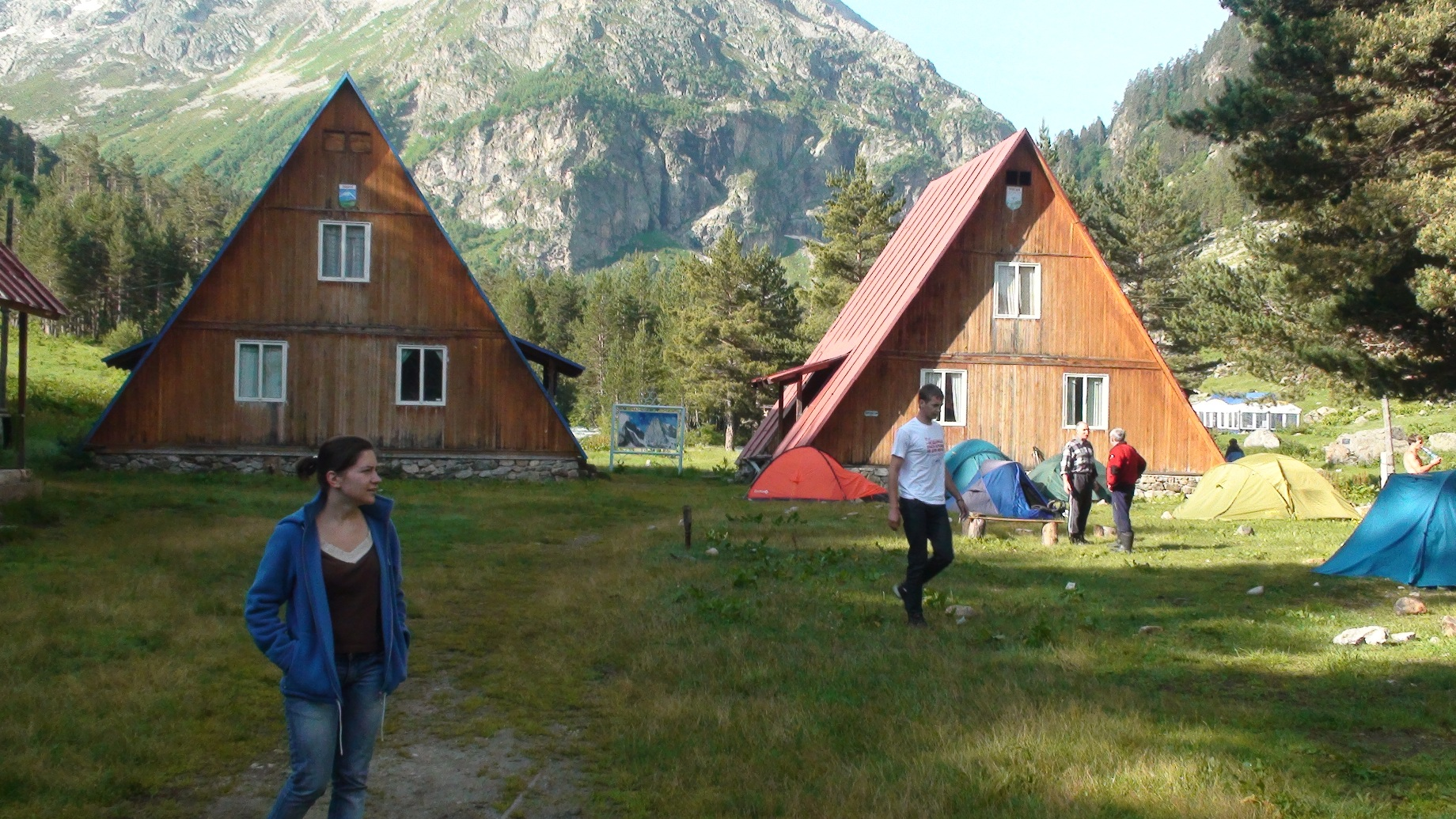
В альплагере Узункол.

Узунко́л — горный район Карачаево-Черкесии, Кавказ.
В основе перевода гидронима лежат карачаевские слова узун — «длинный» и къол — «ущелье». Обычно к нему относят участок Главного Кавказского хребта и его северные отроги, формирующие бассейн рек Мырды, Кичкинекол (Кичкенекол, Кичкене-Кол), Узункол (Узун-Кол) (две первые — истоки Узункола).
На востоке район граничит с Приэльбрусьем, на западе с Федеральным заказником Даутский Тебердинского заповедника (за которым сразу Домбай).
Высочайшая точка района — Гвандра (3984 м).

## Вершины района
- В главном хребте
  - Фильтр (3690 м, 43°13′35″ с. ш. 42°11′51″ в. д.HGЯO)
  - Замок (3930 м, 43°13′06″ с. ш. 42°11′30″ в. д.HGЯO)
  - Двойняшка (3843 м, 43°13′02″ с. ш. 42°10′56″ в. д.HGЯO)
  - Далар (3988 м, 43°13′20″ с. ш. 42°09′42″ в. д.HGЯO; рядом перевал Далар (3291 м, 43°13′08″ с. ш. 42°09′06″ в. д.HGЯO))
  - Кирпич (3800 м, 43°13′01″ с. ш. 42°08′23″ в. д.HGЯO)
  - Гвандра (3983 м, 43°12′30″ с. ш. 42°05′04″ в. д.HGЯO)
- Хребет Доломитов
  - Доломит (центральный) (43°16′18″ с. ш. 42°12′47″ в. д.HGЯO)
  - Чат-баши (3700 м, 43°17′06″ с. ш. 42°12′47″ в. д.HGЯO)
- Хребет Узункола
  - Пик Шоколадный ()
  - Пирамида (43°14′07″ с. ш. 42°09′15″ в. д.HGЯO)
- Хребет Пирамиды
  - Мырды (3433 м, 43°18′16″ с. ш. 42°08′45″ в. д.HGЯO)
  - Пирамида ()
  - Кругозор Мырды (43°17′10″ с. ш. 42°08′09″ в. д.HGЯO; за ней высится Каршоу (Курша, 43°18′24″ с. ш. 42°06′02″ в. д.HGЯO) хребта Куршо)
  - Пик трезубец (43°17′38″ с. ш. 42°08′38″ в. д.HGЯO)